# Araz Azimov
Pour les articles homonymes, voir Azimov.
Araz Azimov est vice-ministre des Affaires étrangères du gouvernement de l'Azerbaïdjan depuis 1994.

## Vie
Azimov est né à Bakou, en Azerbaïdjan, le 13 juin 1962. Entre 1978 et 1984, il a étudié à la faculté d'études orientales de, sous l'ancien nom, Université d'État d'Azerbaïdjan, actuelle Université d'État de Bakou. Pendant sa période d'étude, il se spécialisait dans la langue et les études persanes. Après avoir obtenu son diplôme, il a commencé à travailler au département du service extérieur de la société azerbaïdjanaise Teleradio jusqu'en 1989.

## Carrière politique
Azimov a commencé sa carrière diplomatique au Ministère des affaires étrangères de la RSS d'Azerbaïdjan en 1989. Il y a occupé les fonctions de deuxième et premier secrétaire du Département de l'information jusqu'en 1991. En 1991-1992, Azimov a travaillé comme directeur adjoint dans le même département. Par la suite, en 1992, il a été nommé directeur du Département des organisations internationales du ministère. Depuis 1994, il est ministre adjoint des Affaires étrangères au ministère des Affaires étrangères de l'Azerbaïdjan. Son rang diplomatique est Ambassadeur Extraordinaire et Plénipotentiaire. Il a été récompensé par le président Ilham Aliyev en juillet 2019 pour l'Ordre du service à la patrie (2e classe) d'Azerbaïdjan.

## Vie privée
Araz Azimov est marié et a un enfant. En plus de sa langue maternelle azerbaïdjanaise, il parle couramment l'anglais, le russe, le persan et le turc.